# Vostok 6
Vostok 6 (rus: Восток-6) cosmonau tripulada, l'última (tripulada) del programa Vostok.

## Tripulació
- Pilot-cosmonauta Valentina Tereixkova, la primera dona a volar a l'espai.
- Tripulació de suport: Irina Soloviova.
- Tripulació de suport: Valentina Ponomariova.

## El vol
Aquest era un vol conjunt. En la seva primera òrbita, la Vostok 6 es va aproximar a gairebé cinc quilòmetres de la Vostok 5 (pilotat per Valeri Bikovski), el punt més proper aconseguit en el vol, i establir el contacte per  ràdio. Els objectius del vol incloïen: anàlisi comparativa dels efectes del vol espacial en l'organisme d'homes i dones; investigació  mèdic -  biològica; desenvolupament i millora dels sistemes de la nau espacial sota condicions de vol conjunt. En aquest vol en particular va ser solucionat de manera definitiva el problema de l'alimentació dels cosmonautes.
Es van realitzar adaptacions tant al vestit espacial com en la construcció de la nau de manera que estiguessin adaptats per a l'organisme femení.
La major part del temps els cosmonautes es van ocupar dels experiments de radiocomunicació. Els cosmonautes mantenien un enllaç amb la Terra a través d'ona curta i ultracurta, i també mantenien el contacte radial entre ells, coordinant les accions i comparant els resultats de les observacions.
Va ser idea de Serguei Koroliov, després del vol de Iuri Gagarin, el posar una dona en l'espai com a novetat.
Nikita Khrusxov va fer la selecció final de la tripulació.
Aquest vol també va ser usat amb fins  propagandístics per mostrar els èxits del socialisme, tant per l'abast de la tècnica espacial com per demostrar que a l'URSS les dones havien iguals possibilitats que els homes. No obstant això, van passar 19 anys abans que una altra dona soviètica, Svetlana Savítskaia, volés a l'espai.